# Carmen Basilio
Carmine Basilio (Canastota, Nueva York, 2 de abril de 1927-Rochester, Nueva York, 7 de noviembre de 2012), más conocido en el mundo del boxeo como Carmen Basilio, fue un boxeador estadounidense de origen italiano.
Fue campeón del mundo de dos categorías diferentes: peso medio (1957-1958) y peso wélter (1955-1956 y 1956-1957). A lo largo de su carrera obtuvo 56 victorias (27 por nocaut) y 16 derrotas. Se destacan sus triunfos ante Tony DeMarco, Sugar Ray Robinson y Johnny Saxton.

## Carrera
Basilio comenzó su carrera profesional ante Jimmy Evans el 24 de noviembre de 1948 en Binghamton, Nueva York. Noqueó a Evans en el tercer asalto y cinco días más tarde ganó a Bruce Walters en solo un asalto.
En 1949, el 5 de enero peleó ante Johnny Cummingham y contra Jay Perlin 20 días más tarde. Basilio hizo una gira exclusivamente dentro del estado de Nueva York durante sus 24 primeros combates acumulando un récord de 19-3-2. Su primera derrota fue a manos de Connie Thies por decisión. Ante Cummingham pelea en varias ocasiones ganando en dos ocasiones (dos por nocaut y una por decisión), perdiendo en otra por decisión y empatando en el primer combate.
Entre esos 24 combates peleó ante el excampeón mundial Lew Jenkins, al que derrota por decisión en diez asaltos. En el siguiente combate perdió por decisión ante Mike Koballa y decidió que debía cambiar de destino y realizó una gira hacia el oeste.
Allí se enfrentó a Gaby (Frenchy) Ferland, en la primera ocasión empataron y en la segunda ganó por nocaut en el primer asalto. Después peleó en dos ocasiones ante Guillermo Gimenez al que ganó las dos veces por nocaut y su último combate en Nueva Orleans lo realizó ante Eddie Giosa, ante el que perdió a los puntos aunque después lo venció en Siracusa.
Después alternó victorias y derrotas ante Chuck Davey y Billy Graham hasta que tuvo una oportunidad por el título del estado de Nueva York del peso wélter. El combate fue ante Billy Graham, ante al que ya había perdido, y ganó por decisión unánime en doce asaltos. De esta manera obtuvo una oportunidad por el título mundial wélter que estaba en poder de Kid Gavilán pero perdió el combate por decisión en quince asaltos.
Después tuvo una racha de once combates sin perder hasta que tuvo una otra oportunidad por el título mundial ante Tony DeMarco al que ganó el 10 de junio de 1955 por nocaut técnico en el duodécimo asalto. Su primera defensa fue otra vez ante DeMarco en la que fue la pelea del año 1955, en la que volvió a ganar en el duodécimo asalto. Su siguiente pelea fue ante Johnny Saxton ante el que perdió de decisión aunque volvió a recuperar el título en la revancha seis meses después en la que sería la pelea del año 1956.
Volvió a defender el título ante Saxton y ganó otra vez por nocaut en el segundo asalto. Después de esta pelea subió de categorías, hasta los pesos medios y el 23 de septiembre de 1957 peleó por el título, en esta ocasión ante Sugar Ray Robinson al que ganó en la que fue otra vez la pelea del año 1957. Al año siguiente volvió a pelear ante Robinson, en la que fue pelea del año 1958, aunque en esta ocasión perdió por decisión en quince asaltos.
En 1959 peleó por el título mundial vacante de la National Boxing Association pero perdió ante Gene Fullmer por nocaut en el decimocuarto asalto en la que fue pelea del año en 1959. Al año siguiente se produjo la revancha pero volvió a perder, en esta ocasión en doce asaltos y por nocaut técnico.
Terminó su carrera pugilística el 22 de abril de 1961, peleando por el título mundial de los pesos medios ante Paul Pender en un combate que perdió por decisión unánime en quince asaltos.